# Ґреґ Брик
Ґреґ Брик (англ. Greg Bryk, 19 серпня 1972) — канадський актор, найбільш відомий за роллю Джеремі Денверса в серіалі Укушена, за роллю Малліка у фільмах «Пила 5» та «Пила 3D», а також за роллю Джозефа Сіда у відеогрі Far Cry 5.

## Біографія
Народився 19 серпня 1972 року в місті Вінніпег, Канада. Його батько, Дон Брик — з родини канадських українців, був президентом канадської футбольної команди Winnipeg Blue Bombers. До того як стати актором Ґреґ працював у ресторані, в Торонто. У 1994 році Ґреґ закінчив Університет Квінз у місті Кінгстон, отримав диплом бакалавра образотворчих мистецтв. Під час навчання він грав в університетській команді по футболу на позиції лайнбекера.

## Фільмографія

### Фільми
• Rescuers: Stories of Courage: Two Families (1998) — Gestapo Clerk
• The Pawn (1998) — Вінні
• Хлопці з віниками (фільм) (2002) — Александр Янт
• The Gospel of John (2003)
• Виправдана жорстокість (2005) — Біллі
• Neil (2005)
• Slatland (2005)
• Living Death (2006)
• Weirdsville (2007)
• The Robber Bride (2007)
• Poor Boy's Game (2007)
• Пристрель їх (фільм) (2007) — Вбивця
• Grindstone Road (2008)
• Неймовірний Халк (фільм) (2008) — Солдат
• Пила 5 (2009) — Маллік
• Цей світ не такий уже й поганий (2009) — Діксі
• Крикуни 2: Полювання (2009) — командор Енді Секстон
• Кадилак Долана (2009) — Шеф
• Deadliest Sea (2009)
• The Good Times Are Killing Me (2009)
• The Dealership (2009)
• Act of Dishonour (2010)
• РЕД (фільм) (2010) — Стрілець
• Пила 3D (2010) — Маллік
• Red: Werewolf Hunter (2010)
• Mistletoe over Manhattan (2011)
• Війна Богів: Безсмертні (2011) — Нікомед
• Unlucky (2011)
• The Phantoms (2012)
• Borealis (2015)
• Lost & Found (2016)
• Far Cry 5: Inside Eden's Gate (2018) — Отець Сід
• Rabid (2019)
• До зірок (фільм)  (2019) — Чіп Гарнс
• Код 8 (2019)
• Мій шпигун (2020)

### Телесеріали
• Мисливці за старовиною (2009) — Метт
• Мутанти X (2001)
• Sue Thomas: F.B.Eye (2002)
• Blue Murder (2003)
• Starhunter (2003)
• Missing (2004)
• Show Me Yours (2004—2005)
• Регенезис (2004—2008) — Вестон Філд
• Tilt (2005)
• The Gathering (2007)
• Blood Ties (2007)
• The Dresden Files (2007—2008)
• XIII: The Conspiracy (2009—2012) — Амос
• Той, хто читає думки (2009) — Гендерсон
• Flashpoint (2009)
• Cra$h & Burn (2010)
• Republic of Doyle (2010)
• The Bridge (2010)
• Happy Town (2010)
• Аарон Стоун (2010)
• Combat Hospital (2011)
• Проти стіни (серіал) (2011)
• Covert Affairs (2011)
• Wrath of Grapes: The Don Cherry Story II (2012)
• Lost Girl (2012)
• Rookie Blue (2012)
• Перевізник (телесеріал) (2012) — Бернгардт
• Cracked (2013)
• Царство (телесеріал) (2014) — Віконт Річард де ла Круа
• The Divide (2014)
• Bitten (2014)
• The Book of Negroes (2015)
• Фарґо (телесеріал) (2015) — Вірджл Бауер
• Простір (телесеріал) (2015—2016) — Лопез
• Wynonna Earp (2016)
• Frontier (2016—2018)
• Ransom (2017)
• Mary Kills People (2017)
• Saving Hope (2017)
• Caught (2018)
• Оповідь служниці (серіал) (2018) — Рей Кушинг
• Channel Zero: The Dream Door (2018)
• V-Wars (2019)

### Комп'ютерні ігри
• Far Cry 5 (2018) — Отець Джозеф Сід
• Far Cry New Dawn (2019) — Отець Джозеф Сід